# Hyrymäki
Hyrymäki est le quartier numéro 55 de Lappeenranta en Finlande,.

## Présentation
Le quartier est dans la partie méridionale de la ville au sud de la valtatie 6.